# Смочан
Смо́чан (болг. Смочан) — село в Ловецькій області Болгарії. Входить до складу общини Ловеч.

## Населення
За даними перепису населення 2011 року у селі проживали 273 особи.
Національний склад населення села:
| Національність   | Кількість осіб | Відсоток |
| ---------------- | -------------- | -------- |
| болгари          | 210            | 77,8%    |
| турки            | 45             | 16,7%    |
| цигани           | 0              | 0%       |
| інша             | 0              | 0%       |
| не визначились   | 15             | 5,6%     |
| Всього відповіли | 270            |          |

Розподіл населення за віком у 2011 році:
Динаміка населення: